# Pierre-Narcisse Guérin

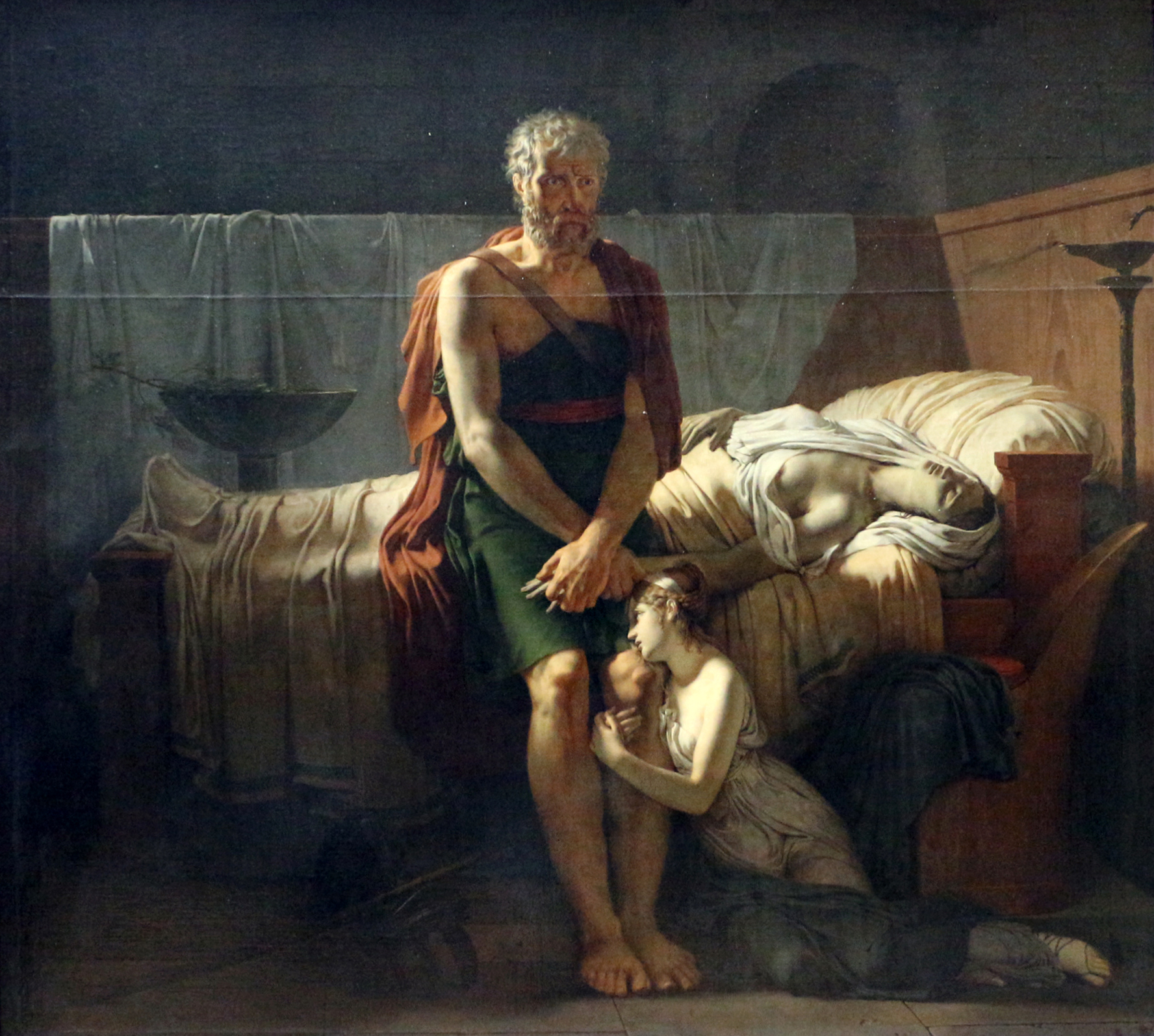
Le Retour de Marcus Sextus, exposat al Salon de peinture al 1799, (Museu del Louvre)

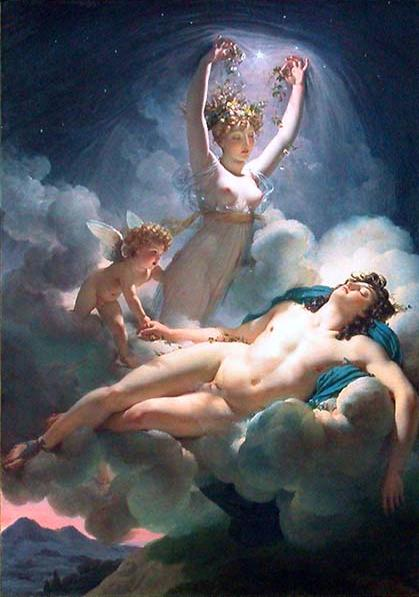
L'Aurore et Céphale, (Museu del Louvre)

Baró Pierre-Narcisse Guérin (13 de maig del 1774, París - 6 de juliol del 1833, Roma), fou un pintor francès membre de l'Acadèmia. Practicà un art neoclàssic i tingué una carrera brillant qui el va fer esdevenir director de la Vil·la Mèdici a Roma. Admès amb onze anys, el 1785, a l'escola de l'Acadèmia reial de pintura i escultura, hi fou alumne de Hughes Taraval, Nicolas Guy Brenet, i més tard, de Jean-Baptiste Regnault. El 1795 va debutar al Saló de París. Dos anys més tard, Guérin ja amb l'edat de vint-i-tres anys, el 1797, obté el Prix de Rome (una beca per estudiar a la Vil·la Mèdici). A partir de 1815 va dedicar més temps a l'ensenyament i es convertí en el director de l'Acadèmia de França a Roma (1822-1828). Carlos X el nomenà baró en reconeixement dels seus èxits, i més tard, rebé els graus de cavaller i oficial de la Legió d'Honor. Finalment tornà a Roma on moriria.

## Obres
El seu primer quadre remarcable és Le Retour de Marcus Sextus (El retorn de Marc Sisè), que va tenir un gran èxit el 1799 al Salon de peinture (Saló de pintura). Poc després va pintar Orphée au tombeau d'Eurydice (Orfeu a la tomba d'Eurídice) i l'Offrande à Esculape (Ofrena a Esculapi), un dels seus millors llenços.
Va traslladar-se immediatament a Itàlia, on va romandre diversos anys. De tornada a París, va reaparèixer al Salon de peinture el 1810 amb tres quadres: L'Aurore et Céphale (Eos i Cèfal), composició graciosa que fou fredament acollida; Andromaque et Pyrrhus (Andròmaca i Pirros), producció teatral i freda, i Bonaparte pardonnant aux révoltés du Caire (Bonaparte perdona els revoltats del Caire), tela que va donar peu a moltes crítiques. Aquell mateix any, Guérin va obrir, a París, un estudi, aviat molt freqüentat, d'on van sortir els romàntics més apassionants: Géricault, Scheffer, Léon Cogniet, Orsel, Paul Huet i també Delacroix.
D'entre les obres més remarcables que Guérin va produir són de mencionar Clytemnestre hésitant avant de frapper Agamemnon endormi (Clitemnestra vacil·la abans de matar el dorment Agamèmnon) i Énée et Didon (Dido i Enees), el qual fou molt viu al Salon de peinture el 1817. La majoria de les seves obres són consagrades a la història i inspirades en temes de la mitologia grega i el teatre. A continuació s'esmenten les obres amb el títol original i la traducció al català, l'any i el museu on estan exposades:
- Jeune fille en buste (Retrat de la noia jove), (1794, Louvre)
- Le Retour de Marcus Sextus (El Retorn de Marc Sisè), (1799, Louvre)
- Deux Génies de l'immortalité (Dos Genis de la immortalitat), (1800, Louvre)
- Autoportrait (Autoretrat), (Louvre)
- Les bergers au tombeau d'Amyntas (Els pastors a la tomba d'Amintes), (1805, Louvre)
- Bonaparte fait grâce aux révoltés du Caire, 23 octobre 1798 (Bonaparte fa gràcia als revoltats del Caire, 23 d'octubre de 1798), (1808, Museu-Castell Versalles)
- Bonaparte pardonnant aux révoltés du Caire (Bonaparte perdona els revoltats del Caire), (Museu de les Belles-Arts de Caen)
- L'Aurore et Céphale (Eos i Cèfal), (1810, Louvre)
- Morphée et Iris (Morfeu i Iris), (1811, Ermitage)
- Jeune femme en buste (Dona jove en un retrat), (1812, Louvre)
- Andromaque et Pyrrhus (Andròmaca i Pirros), (1813, Louvre)
- Phèdre et Hippolyte (Fedra i Hipòlit), (1815, Louvre)
- Énée et Didon (Dido i Enees) i Énée racontant à Didon les malheurs de la ville de Troie (Enees explicant a Dido els problemes de la vila de Troia), (1815, Louvre)
- Venus et Adonis (Venus i Adonis)
- Chateaubriand se rétractent sur un fond de paysage de montagne (Retracte de Chateaubriand sobre un fons de paisatge muntanyós)
- Clytemnestre hésitant avant de frapper Agamemnon endormi (Clitemnestra vacil·la abans de matar el dorment Agamèmnon), (1817, Louvre)
- Amor i Òmfal, (Louvre)
- Philotas (Filotes), (Museu de les Belles-Arts de Valenciennes)
- La Mort du général Lannes (duc de Montebello), (La mort del general Lannes (duc de Montebello, (Museu de les Belles-Arts de Valenciennes)
- Homère charme Glaucus par ses chants (Homer captiva Glauque amb els seus cants), (Museu de les Belles-Arts de Valenciennes)
- La Mort de Germanicus (La mort de Germànic), (Museu Magnin de Dijon)
- Portrait d'un membre de l'expédition d'Égypte (Retrat d'un membre de l'expedició d'Egipte), (Museu Magnin de Dijon)
- La mort de Priam (La mort de Príam), (Louvre)
- La mort de Caton (La mort de Cató), (Louvre)
- Sainte Geneviève (Santa Genoveva), (Castell de Compiègne)
- Orphée au tombeau d'Eurydice (Orfeu a la tomba d'Eurídice)
- L'Offrande à Esculape (L'ofrena a Esculapi), (Museu de les Belles-Arts d'Arràs)